# Траповка
Траповка (укр. Трапівка) — село, относится к Татарбунарскому району Одесской области Украины.
Население по переписи 2001 года составляло 1068 человек. На территории села находится хлебопекарня, школа, детский сад и медпункт, а также несколько магазинов.

Почтовый индекс — 68140. Телефонный код — 4844. Занимает площадь 2,05 км². Код КОАТУУ — 5125085201.

## Местный совет
68140, Одесская обл., Татарбунарский р-н, с. Траповка, ул. Ленина, 3